# 森中慎也
森中 慎也（もりなか しんや、1960年〈昭和35年〉8月5日 - ）は、日本大学藝術学部放送学科教授で、ラジオパーソナリティー。元札幌テレビ放送（STV）編成局アナウンス部チーフアナウンサー。愛媛県松山市出身 滋賀県大津市育ち。

## 来歴・人物
滋賀県立膳所高等学校→日本大学藝術学部を卒業後、1985年にSTVへ入局、同期に清水大輔(現TBS)、山上淳子、高野美佐、後にアナウンス部長も務めた菅原浩昭。1990年から1991年の間『朝6生ワイド』のキャスター、2002年から2006年の間、日曜朝のローカルテレビ番組『どさんこサンデー』のメインキャスターを務める。『アタックヤング』や1994年『森中慎也のラジオ大予言』、2003年『森中慎也のサンデーフォークナイン』などのラジオ番組のパーソナリティも務めていた。
1991年より日本テレビ系列の朝の情報番組の北海道担当キャスターを『ズームイン!!朝!』から『ズームイン!!SUPER』まで担当。『ズームイン!!朝!』末期には福留功男や福澤朗の夏休みなどの休養時に東京のメインキャスター代理を務めていたこともあり、姉妹番組である『ズームイン!!サタデー』の北海道担当キャスターも担当した。
局公認の阪神タイガースファンであり、読売ジャイアンツのユニフォームをまとった和久井薫を森中が阪神のユニフォームで迎える、という内容の野球中継番組のCMが北海道内ローカルで放映されていたこともあった。『ズームイン!!朝!』で東京のメインキャスター代理として出演した際には、「プロ野球イレコミ情報」のコーナーの際に阪神タイガースの半被を着用していたので、解説者の川藤幸三から「北海道支部長」と言われていたこともある。
特技はものまねでラジオ番組で数多く披露している。『99年STVアナウンサー名鑑』では、同局の男性アナウンサーのものまねを数々披露している。大泉洋のものまねの師匠で、同僚（当時）の木村洋二のものまねを大泉に伝授した。
2004年には日本テレビ系列のアナウンサーの中から選ばれる「第25回NNSアナウンス大賞」のテレビ部門大賞を受賞している。
2011年春、番組改編により『朝6生ワイド』が『どさんこワイド!!朝!』になるのを機に朝番組から降板し、3月28日放送分から夕刻の番組『どさんこワイド』のニュースキャスターを担当していたが2012年9月28日放送分をもって降板、翌2013年4月1日から母校日本大学の教授に就任することとなり、その準備期間との兼ね合いから12月31日付けでSTVを退局することになった。
2017年10月より『バス旅スト presented by ウェルネット』の〝バスもり教授〟役としてメディアに復帰している。
2018年6月27日 テレビ朝日の『あいつ今何してる?』に出演。羽鳥慎一のエピソードを語った。

## 出演番組
- バス旅スト presented by ウェルネット（2017年10月 - 、TOKYO FM他JFN系列38局ネット）
- ごきげんようじ（STVラジオ、2019年5月25日）- 生放送電話出演。STV在籍時の思い出を語った。

## STV在籍時代の出演番組

### テレビ
- 朝6生ワイド（1990年4月2日放送分の初回から1991年9月27日放送分まで、2007年10月1日放送分から2011年3月25日放送分の最終回まで）
- ズームイン!!朝→ズームイン!!SUPER（北海道中継キャスター。先輩の石橋雄哉が起用）
- ズームイン!!サタデー（北海道中継キャスター。2007年10月以降は『朝6生ワイド』を担当していたことと、系列局からの中継自体が少なくなっていたため、出演機会も少なくなっていった）
- どさんこワイド179（2011年3月28日放送分から2012年9月29日放送分まで）
- どさんこサンデー
- ハイ!STVです

### ラジオ
- ザ・リクエスト （出前リクエスト）
- 喜瀬ひろしのときめきワイド[1]
- サンデージャンボスペシャル[1]
- 森中慎也のアタックヤング
- ヤンリク爆発サタデー
- ミュージックBOX
- STVニュース（随時）